# Marquise (Pas-de-Calais)
Marquise é uma comuna francesa na região administrativa de Altos da França, no departamento de Pas-de-Calais. Estende-se por uma área de 13,46 km². Em 2010 a comuna tinha 5 124 habitantes (densidade: 380,7 hab./km²).